# اتحاد جزر كوك لكرة القدم
تأسس اتحاد جزر كوك لكرة القدم في عام 1971م وانضم إلى الإتحاد الدولي لكرة القدم في 1994م وانضم إلى اتحاد أوقيانوسيا لكرة القدم في 1994م.

## روابط إضافية
- Cook Islands at the FIFA website.
- Cook Islands at the OFC website.